# Гиљермо Корија
Гиљермо Себастијан Корија (шп. Guillermo Sebastián Coria; рођен 13. јануара 1982. године) је бивши аргентински тенисер. Најбољи пласман на АТП листи му је треће место.

## Каријера
Гиљермо Корија је најбоље резултате постигао на шљаци. Свој први турнир освојио је 2001. године у Виња дел Мару, Чиле 2001. године. Највећи успех му је играње у финалу Ролан Гароса 2004. године. И поред предности од два сета у финалу је изгубио од сународника Гастона Гаудија са 6–0, 6–3, 4–6, 1–6, 6–8. Од већих резултата још треба издвојити освајање два турнира из Мастерс серије: Хамбург 2003. и Монте Карло 2004. године. Укупно је освојио девет АТП турнира у каријери. Повукао се 28. априла 2009. у двадесетседмој години.

## Гренд слем финала

### Појединачно: 1 (0—1)
| Исход     | Година | Турнир      | Подлога | Противник у финалу | Резултат                |
| --------- | ------ | ----------- | ------- | ------------------ | ----------------------- |
| Финалиста | 2004   | Ролан Гарос | Шљака   | Гастон Гаудио      | 6–0, 6–3, 4–6, 1–6, 6–8 |

## АТП Мастерс финала

### Појединачно: 7 (2–5)
| Исход     | Година | Турнир      | Подлога | Противник у финалу | Резултат                   |
| Финалиста | 2003   | Монте Карло | Шљака   | Хуан Карлос Фереро | 6–2, 6–2                   |
| Победник  | 2003   | Хамбург     | Шљака   | Агустин Каљери     | 6–3, 6–4, 6–4              |
| Финалиста | 2004   | Мајами      | Тврда   | Енди Родик         | 6–7(2), 6–3, 6–1, предаја  |
| Победник  | 2004   | Монте Карло | Шљака   | Рајнер Шитлер      | 6–2, 6–1, 6–3              |
| Финалиста | 2004   | Хамбург     | Шљака   | Роџер Федерер      | 4–6, 6–4, 6–2, 6–3         |
| Финалиста | 2005   | Монте Карло | Шљака   | Рафаел Надал       | 6–3, 6–1, 0–6, 7–5         |
| Финалиста | 2005   | Рим         | Шљака   | Рафаел Надал       | 6–4, 3–6, 6–3, 4–6, 7–6(6) |

## Пласман на АТП листи на крају сезоне
| Година  | 2000 | 2001 | 2002 | 2003 | 2004 | 2005 | 2006 | 2007 | 2008 | 2009 |
| Пласман | 81   | 44   | 45   | 5    | 7    | 8    | 116  | -    | 580  | 686  |